# Gruta Casa de Pedra
Gruta Casa de Piedra (en portugués: Gruta Casa de Pedra) (SP-009) es una cueva situada en la región kárstica del parque turístico y estadal de Alto Ribeira, entre los municipios de Apiaí y Iporanga, al sur del Estado de Sao Paulo, en Brasil. Se trata de un espacio de 2.930 metros de largo y que cuenta con la boca de cueva más grande del mundo, ya que mide 172 metros de altura. Se encuentra en la parte final de la subcuenca hidrográfica de la corriente de Maximiano, que entra en la cueva por unos 800 metros y desemboca en el río Iporanga. Su nombre deriva del tamaño de su pórtico, reconocido como el más grande del mundo.